# نل یاغی
نل یاغی (انگلیسی: Renegade Nell) با نام قبلی افسانه نل یاغی (انگلیسی: Ballad of Renegade Nell) یک مجموعه تلویزیونی ماجراجویی فانتزی-تاریخی بریتانیایی است که توسط سالی وین رایت نوشته شده است. این سریال که توسط لوک‌اوت پوینت برای دیزنی پلاس تولید شده است، در ۲۹ مارس ۲۰۲۴ به نمایش درآمد.

## خلاصه داستان
نل جکسون که متهم به قتل است، در انگلستان قرن هجدهم به مخوف‌ترین راهزن جاده‌ای کشور تبدیل می‌شود. با کمک یک روح جادویی به نام بیلی بلایند، نل متوجه می‌شود که سرنوشت او بزرگتر از آن چیزی است که تاکنون تصور می‌کرد.